# Tokiwa (croiseur)
Pour les articles homonymes, voir Tokiwa.
Le Tokiwa (常盤) est un croiseur cuirassé de la classe Asama construit pour la marine impériale japonaise à la fin des années 1890.

## Historique
Le Japon n'ayant pas la capacité industrielle de construire lui-même de tels navires de guerre, le navire a été construit en Grande-Bretagne. Le croiseur joua un rôle mineur dans la révolte des Boxers en 1900 et durant la Première Guerre mondiale quelques années plus tard, mais fut très actif pendant la guerre russo-japonaise de 1904–05 où il participa à la bataille de Port Arthur, à la bataille d'Ulsan et à la bataille de Tsushima. Après la guerre, il fut à quelques occasions utilisé comme navire-école pour les élèves-officiers de la marine.
Le Tokiwa fut converti en mouilleur de mines en 1922–24, avant d'être placé en en réserve en 1927 après avoir été endommagé par une explosion accidentelle de plusieurs mines. Le navire fut cependant redéployé dans le nord de la Chine en 1932–33 après l'invasion japonaise de la Mandchourie. Après un radoub en 1937, le Tokiwa reprit du service actif au sein de la 4e flotte en 1939. Pendant la guerre du Pacifique, il participa à l'occupation des îles Gilbert et à l'invasion de Rabaul et Kavieng, en Nouvelle-Guinée. Endommagé par des avions américains peu de temps après, le navire fut contraint de retourner au Japon pour des réparations. 
Le Tokiwa mouilla des champs de mines en 1944-1945 jusqu'à ce qu'il soit à deux reprises endommagé par les mines américaines en 1945. Peu avant la fin de la guerre, il fut de nouveau gravement atteint, cette fois-ci par des avions américains, son équipage sera forcé à l'échouement afin d’éviter le naufrage.
L'épave sera renflouée en 1947, remorquée jusqu'à Hakodate (Hokkaidō), puis mis au rebut d'août à octobre 1947.